# Vila Alexandra Lippmanna
Lipmannova vila je zaniklá rodinná vila v Praze 6-Bubenči v ulici Pelléova (Svatojiřská, Majakovského). V letech 1958–1975 byla chráněna jako nemovitá kulturní památka České republiky.

## Historie
Vila byla postavena podle návrhu architekta Antonína Barvitia a Ignáce Ullmanna roku 1869 pro pražského bankéře Alexandra Lippmanna. Lippmann koupil od Jana Schlöchta díl pole za ovčínem v míře 1 jitra za 16.000 zlatých a nechal si na něm postavit vilu. Protože  pozemek byl deskový, vila byla zapsána do zemských desek. Po Lippmannovi vlastnil dům se zahradou Tobiáš Poppr (1871–1890), který k němu roku 1876 přikoupil pozemek 89,5 sáhu od Abrahama Leipena, držitele vedlejšího domu č.p. 50. Dalším majitelem byla vdova Františka Popprová (1890–1893), po níž dům připadl Žofii Příbramové a jejím dětem.
Po roce 1966 byla vila zbořena a na jejím místě do roku 1975 postavena nová objemově větší stavba č.p. 1050/21 pro Státní bezpečnost. Nyní v majetku České republiky, užívá Ministerstvo vnitra a Policie ČR.

## Popis
Dvoupatrový dům v neorenesančním slohu v rozsáhlé zahradě stál na půdorysu písmene „L“.